# قهرمانی استقامتی جهان ۲۰۲۵
مسابقات قهرمانی استقامتی جهان ۲۰۲۵ فیا سیزدهمین فصل از مسابقات جهانی استقامتی است، سری مسابقات اتومبیل‌رانی که توسط فدراسیون بین‌المللی اتومبیل‌رانی (FIA) و باشگاه اتومبیل‌رانی غرب (ACO) برگزار می‌شود. در این فصل از مسابقات رقابت در دو کلاس هایپرکار (ساخته شده بر اساس قوانین لمانز هایپرکار (ال‌ام‌اچ) یا لمانز دیتونا هایپرکار (ال‌ام‌دی‌اچ) و اتومبیل‌های مسابقه ای گروه جی‌تی۳ خواهد بود.

## تقویم
تقویم مسابقات در ۱۴ ژوئن ۲۰۲۴، در آخر هفته مسابقه لمانز ۲۴ ساعته ۲۰۲۴ اعلام شد. تقویم مانند سال ۲۰۲۴ بدون تغییر مانده است، پیست ایمولا حداقل تا سال ۲۰۲۸ در تقویم خواهد ماند و مدار متعهد به ساخت گاراژهای اضافی برای تیم‌های جدید است.

## فهرست ورودی

### هایپرکار
حضور در کاپ قهرمانی استقامتی جهان
| تیم              | خودرو                              | موتور                          | هایبرید    | تایر | شماره. | رانندگان | مسابقات |
| ---------------- | ---------------------------------- | ------------------------------ | ---------- | ---- | ------ | -------- | ------- |
| تیم استون مارتین | استون مارتین والکیری ای‌ام‌آر-ال‌ام‌اچ | استون مارتین RA ۶٫۵ لیتر، وی۱۲ |            | M    | ۰۰۷    | تام گمبل | ۱       |
| تیم استون مارتین | استون مارتین والکیری ای‌ام‌آر-ال‌ام‌اچ | استون مارتین RA ۶٫۵ لیتر، وی۱۲ | راس گان    | M    | ۰۰۷    | ۱        |         |
| تیم استون مارتین | استون مارتین والکیری ای‌ام‌آر-ال‌ام‌اچ | استون مارتین RA ۶٫۵ لیتر، وی۱۲ | هری تینکلن | M    | ۰۰۷    | ۱        |         |

## تغییرات تیم‌های هایپرکار
- با کناره‌گیری در اواسط فصل ۲۰۲۴، ایزوتا فراشینی به مسابقات بازنگشت.